# 以色列—马来西亚关系
以色列－马来西亚关系（马来语：Hubungan Israel–Malaysia、希伯来语：יחסי ישראל-מלזיה 、英语：Israel–Malaysia relations），指的是以色列和马来西亚之间的贸易与文化联系。两国之间目前没有建立正式的外交关系，主要是因为马来西亚穆斯林的人口众多，在以巴冲突中站在巴勒斯坦一方，拒绝承认以色列为合法国家。故此马来西亚护照上用马来语和英文印上“本护照适用于世界各国，以色列除外。”的字句。

## 历史

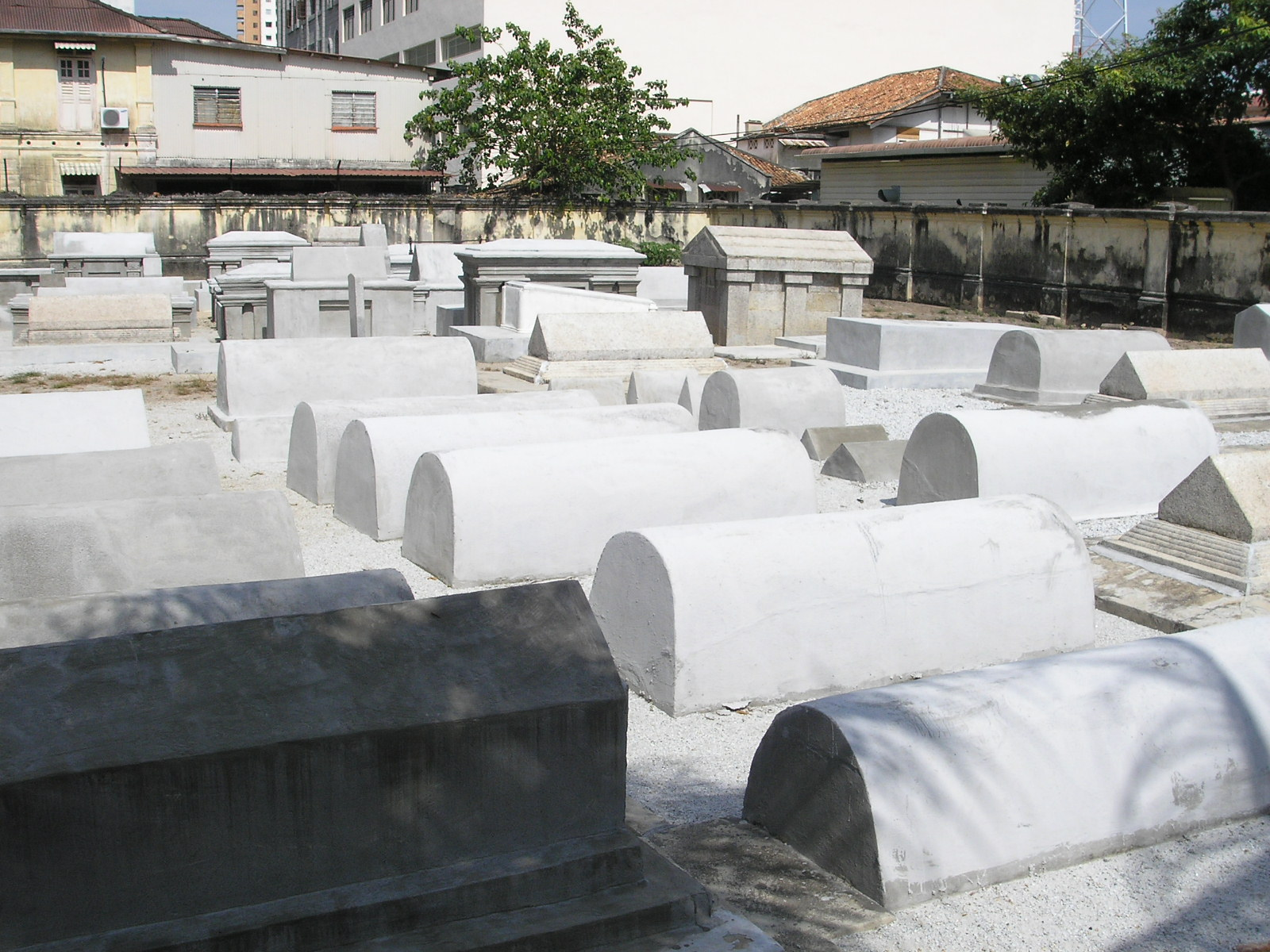
据说，坐落于马来西亚乔治市的再纳阿比丁路（前称犹太路）的犹太墓地是东南亚最古老的犹太公墓。在犹太人逐渐移民或离世之前，他们在槟岛曾有个犹太飞地。

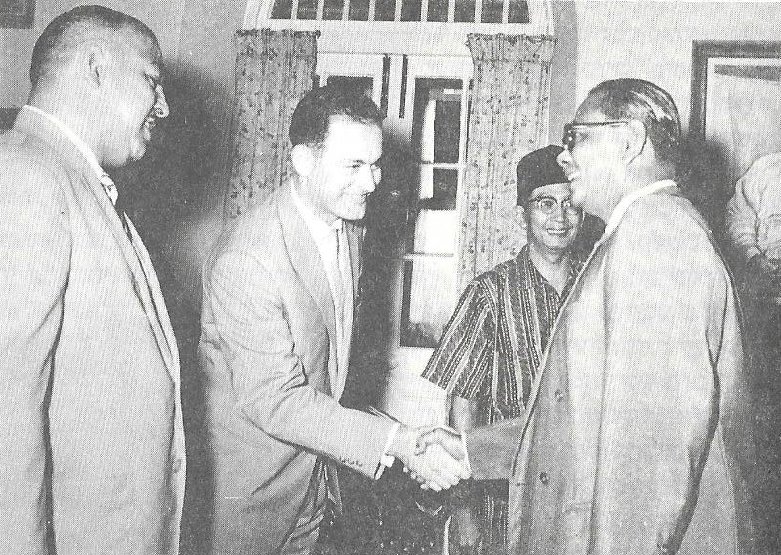
1960年马来亚首相东姑阿都拉曼与以色列外交官摩西·叶伽尔会面

1956年，既是马来亚联合邦独立前一年，以色列外交部长摩西·夏里特访问了吉隆坡。他描述，时任首相东姑阿都拉曼对于他在马来亚委任一名以色列领事的建议“毫不犹豫”。当马来亚于1957年申请成为联合国会员国时，以色列投票支持马来亚的加入。在1960年代初，以色列虽多次试图将两国关系正式化，但却遭到拒绝，并将此事解释为国内的激进伊斯兰势力和阿拉伯的施压导致了马来亚和以色列极其敏感的局势。
1990年代初期，随着以色列和巴勒斯坦之间谈判和解的势头增强，马来西亚首相马哈迪·莫哈末曾考虑与以色列建立正式的外交关系。在任副国际贸易及工业部长蔡锐明在1994年更提及以色列市场最终可能成为马来西亚的投资地之一。但是，马哈迪随后被批评者指责为犹太复国主义者，并被申斥破坏国家诚信、试图摧毁伊斯兰教等:45–47。马哈迪分别在1993、1997和1999年致函以色列总理伊扎克·拉宾、本雅明·内塔尼亚胡 和埃胡德·巴拉克。在2012年，政府决定公开这些信函的内容，以消除有关马哈迪政府朝着承认以色列国的方向发展的指控。

## 贸易关系
1971年，马来西亚从以色列的进口总额超过1100万马币，出口总额则超过200万马币。1974年，马来西亚禁止了和以色列之间的贸易。据以色列亚洲中心称，以色列和马来西亚之间的贸易并不是直接进行的，而是通过新加坡和泰国等“中间国家”操作。
2000年和2001年间，从以色列位于迦特镇的英特尔芯片工厂出口至马来西亚的总额为6至7亿美元。
一份以色列工业、贸易和劳工部2002年有关以色列与印度尼西亚和马来西亚贸易关系的报告建议以色列人若有兴趣与马来西亚公司开展业务的话，“只要保持低调，就不会反对两者之间的贸易和商业关系。” 同一份报告指出，以色列的英特尔工厂1999至2002年间约占以色列对马来西亚出口的98％。从而，1999年以色列对马来西亚的出口额为1.07亿美元（若不包含英特尔，则为530万美元）。那一年，以色列从马来西亚进口的总额则为2360万美元。2000年，以色列对马来西亚的出口额高达7.32亿美元（若不包含英特尔，则为470万美元）；而以色列从马来西亚进口的总额是2590万美元。2001年，以色列对马来西亚的出口额为6.155亿美元（若不包含英特尔，则为470万美元）；以色列从马来西亚进口的总额为2630万美元。
以色列中央统计局公布的数据显示，2008至2011年期间，以色列和马来西亚之间的贸易波动很大。2008年，以色列对马来西亚的出口额降至3020万美元，而以色列从马来西亚进口了1亿660万美元的商品。2009年，以色列对马来西亚的出口额回升至1.168亿美元，进口商品价值6850万美元。2010年，以色列对马来西亚的出口额增长至7.98亿美元，进口额亦增长至8500万美元。2011年，以色列向马来西亚出口的商品价值7.164亿美元，进口商品则价值9360万美元。 欧盟委员会汇整的报告显示，马来西亚于2010年在以色列主要贸易伙伴中排名第15位，占该年度以色列贸易的0.8％（6.676亿欧元）。

## 体育运动
2010年，以色列拳击手伊利亚·格拉德获得马来西亚穆斯林当局的特别许可，参加国家拳击真人秀节目。格拉德是一名前以色列泰拳王，2010年荣获亚洲锦标赛冠军和世界锦标赛季军。格拉德获得特殊签证，被允许进入该国。
2015年12月26日，两名以色列风帆冲浪者及其教练欲参加在浮罗交怡举行的青年帆船世界锦标赛，但马来西亚政府援引与以色列不具外交关系的政策，拒绝发放签证。此举遭到以色列帆船协会和世界帆联的抨击。据报道，在2016年1月2日，马来西亚政府也拒绝向吉隆坡世界乒乓球团体锦标赛的以色列乒乓参赛球队发放签证。帆船运动的世界管理机构——世界帆联（前称ISAF帆船世界杯，1906年创立于巴黎）的执行官判定“来自所有国家的所有竞争者”理应能够自由且公平地竞争。否则，不允许合格参赛者公平竞争的国家将被实施禁令。
2019年1月初，马来西亚政府宣布将禁止来自以色列的运动员参加计划于7月29日至8月4日在砂拉越古晉进行的世界残疾人游泳锦标赛。1月14日，马来西亚总理马哈迪·莫哈末称该国将拒绝为以色列选手发放签证。1月27日，国际残疾人奥林匹克委员会宣布剥夺马来西亚举办该届残疾人游泳世锦赛的权利。国际残奥委会主席安德鲁·帕森斯对此表示“政治和体育从来都不是一个很好的组合”。

## 旅游

### 簽證

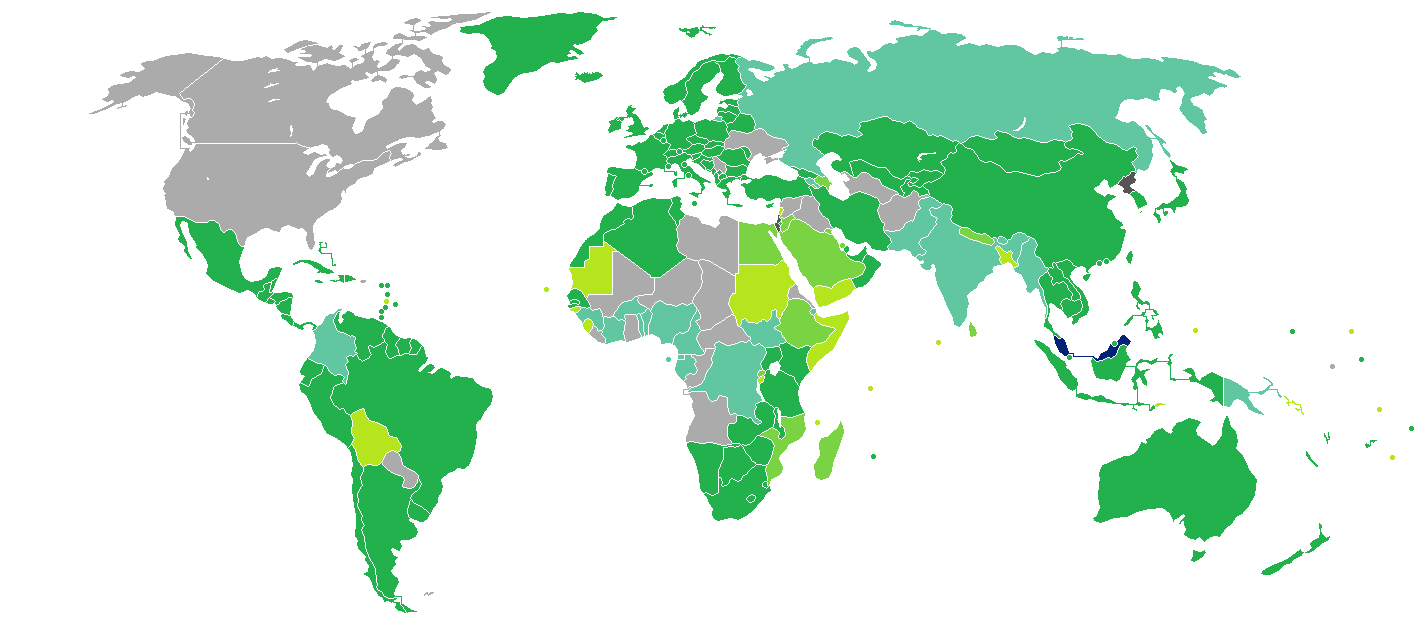
持马来西亚护照的马来西亚公民簽證要求分布圖：入境以色列需要簽證及特别许可。

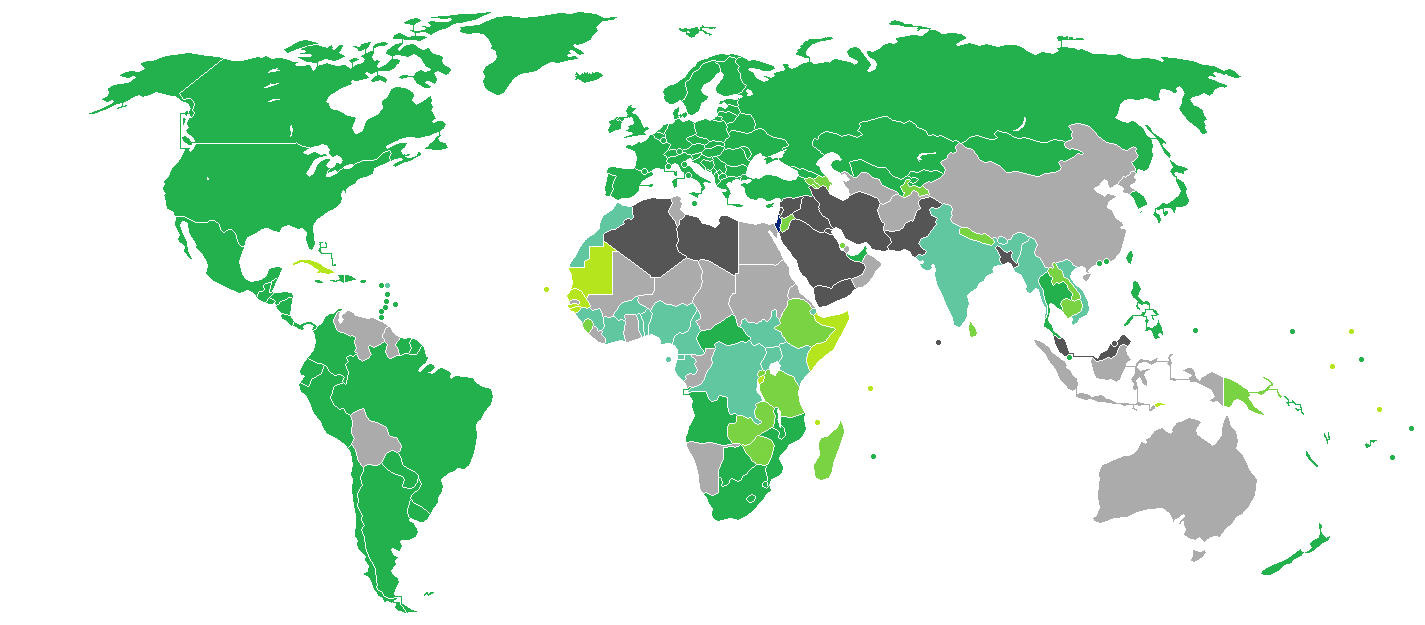
持以色列護照的以色列公民簽證要求分布圖：入境马来西亚需要签证及特别许可。

兩國公民皆須申請簽證方可入境對方國家。持有马来西亚护照的马来西亚公民可前往以色列駐新加坡大使館辦理簽證，同时，马来西亚公民也必须取得以色列外交部的特别许可后方可入境以色列。
持有以色列护照的以色列公民可前往就近的马来西亚外交代表機構辦理簽證，除簽證外，在入境馬來西亞之前必须獲得馬來西亞內政部的許可。马来西亚政府也禁止以色列公民参与马来西亚第二家园计划。
马来西亚政府在2009年以前允许基督徒以旅行团方式申请到以色列朝圣。但以巴冲突于2009年升级，政府以安全理由突然禁止公民前往以色列，直到2011年才撤销禁令。2012年10月，马来西亚政府除了放宽限制，提高前往以色列朝圣旅游的限额，也允许入境逗留期从10天延长至21天。